# Deltote olivea
Deltote olivea là một loài bướm đêm trong họ Noctuidae.